# Eria caricifolia
Eria caricifolia är en orkidéart som beskrevs av Jeffrey James Wood. Eria caricifolia ingår i släktet Eria och familjen orkidéer.

## Underarter
Arten delas in i följande underarter:
- E. c. caricifolia
- E. c. glabra